# Agrilus muticus
Agrilus muticus är en skalbaggsart som beskrevs av Leconte 1858. Agrilus muticus ingår i släktet Agrilus och familjen praktbaggar. Inga underarter finns listade i Catalogue of Life.